# Ahas Facula
L'Ahas Facula è una struttura geologica della superficie di Mercurio.